# Beyer-Walter Lehrbuch der Organischen Chemie
Der Beyer-Walter Lehrbuch der Organischen Chemie, oft auch nur als Beyer-Walter bezeichnet, ist ein Standardwerk der organischen Chemie, das im S. Hirzel Verlag aktuell in der 25. Auflage erscheint.

## Geschichte
1953 wurde die 1. Ausgabe von Hans Beyer, Professor für organische Chemie an der Universität Greifswald, beim Hirzel-Verlag in Leipzig veröffentlicht. Die Erste Auflage besaß 586 Seiten. Bereits 1954 erschien die zweite, unveränderte Auflage; 1955 dann eine stark erweiterte (647 Seiten) Doppelauflage, die auf Grund der Papierzuteilung in der DDR notwendig war, um den anhaltenden Bedarf zu decken. Bis 1970 wurden einige 10.000 Exemplare vor allem in der Bundesrepublik verkauft. 1961 und 1966 erfolgte mit der 8. (723 Seiten) bzw. 11./12. Auflage (752 Seiten) weiter Erweiterungen. Ab der 17. Auflage erschien das Buch im S. Hirzel Verlag in Stuttgart, da es in der DDR keine Papierzuteilung mehr für diese Kategorie Bücher gab. Beyer hatte den Wunsch, Ehrenfried Bulka mit der Fortsetzung des Werkes zu betrauen. Aufgrund der politischen Umstände war ihm dies letztlich nicht möglich, da die DDR-Führung 1971 allen Mitarbeitern des Instituts für Organische Chemie in Greifswald die weitere Mitarbeit an dem Werk untersagte. Nach dem Tode Hans Beyers 1971 übernahm der langjährige wissenschaftliche und familiäre Freund Wolfgang Walter die Herausgabe des Buches, wobei unter anderem das Register stark erweitert wurde. 1956 erschien mit der tschechischen Ausgabe erstmals eine übersetzte Auflage. 1963 folgte eine englische Übersetzung. Die 18. Auflage wurde 1989 ohne Rücksprache mit dem S. Hirzel Verlag ins Chinesische übersetzt und in China vertrieben. 1996 und 1997 erschien erneut eine englische Übersetzung, welche die Inhalte der 21. bis 23. Auflage enthält. Seit 1991 wird Wolfgang Walter von Wittko Francke als Herausgeber unterstützt. Die 24. Ausgabe erreicht einen Umfang von rund tausend Seiten. Insgesamt wurden bis zur 23. Ausgabe über 200.000 Exemplare verkauft.
Die 25. Auflage, bearbeitet von Carsten Schmuck, Peter Wich und Tanja Schirmeister, erhielt 2017 den Literaturpreis des Fonds der Chemischen Industrie. In der Laudatio hieß es, dass die Autoren eine überzeugende und beeindruckende Neubearbeitung des Traditionslehrbuches „Beyer/Walter: Organische Chemie“ vorgelegt haben und damit diesen Organik-Klassiker quasi neu erschaffen haben.

## Aufbau
Das Buch ist nach Stoffklassen aufgeteilt, wobei die grundlegendsten aliphatischen Verbindungen im allgemeinen Teil abgehandelt werden. Cyclische Verbindungen, Aromaten, Heterocyclische Verbindungen sowie verschiedene Naturstoffe, wie Aminosäuren, Peptide und Enzyme werden jeweils in eigenen Abschnitten behandelt. Die Besonderheit des Buches ist die Abhandlung von chemischen Grundprinzipien. Jedes Prinzip wird jeweils bei derjenigen Stoffklasse vorgestellt, bei der es am stärksten zum Tragen kommt. Dies führt dazu, dass bestimmte Zusammenhänge über mehrere Kapitel verteilt sind und nur über das umfangreiche Namens-, Reaktions- und Sachregister ein vollständiges Bild erhalten werden kann. Dies führt zu einem Benutzungsmuster, das eher einem Nachschlagewerk als einem klassischen Lehrbuch entspricht.

## Auflagen
- Beyer: Lehrbuch der Organischen Chemie, 8. Auflage, S. Hirzel Verlag, Leipzig, 1961
- Beyer: Lehrbuch der Organischen Chemie, 17. Auflage, S. Hirzel Verlag, Stuttgart 1973, ISBN 3-7776-0240-X.
- Beyer / Walter: Lehrbuch der Organischen Chemie, 18. Auflage, S. Hirzel Verlag, Stuttgart 1976, ISBN 3-7776-0274-4.
- Beyer / Walter: Lehrbuch der Organischen Chemie, 19. Auflage, S. Hirzel Verlag, Stuttgart 1981, ISBN 3-7776-0356-2.
- Beyer / Walter: Lehrbuch der Organischen Chemie, 20. Auflage, S. Hirzel Verlag, Stuttgart 1984, ISBN 3-7776-0406-2.
- Beyer / Walter: Lehrbuch der Organischen Chemie, 21. Auflage, S. Hirzel Verlag, Stuttgart 1988, ISBN 3-7776-0438-0.
- Beyer / Walter: Lehrbuch der Organischen Chemie, 22. Auflage, S. Hirzel Verlag, Stuttgart 1991, ISBN 3-7776-0485-2.
- Beyer / Walter: Lehrbuch der Organischen Chemie, 23. Auflage, S. Hirzel Verlag, Stuttgart 1998, ISBN 3-7776-0808-4.
- Beyer / Walter: Lehrbuch der Organischen Chemie, 24. Auflage, S. Hirzel Verlag, Stuttgart 2004, ISBN 3-7776-1221-9.
- Beyer / Walter: Organische Chemie, 25. Auflage, S. Hirzel Verlag, Stuttgart 2015, ISBN 3-7776-1673-7.